# プロフットボール記者協会
プロフットボール記者協会（PFWA）は、「プロフットボール記者の公式の意見であり、 NFLのスタッフへのアクセスを促進し、一般の人々に最も役立つように努めている。」と謳っている組織である。組織の目標には、練習やロッカールームへのアクセスを改善すること、すべてのチームとの協力関係を築くこと、フットボールライターがプロとして扱われるようにすることが含まれている。2000年代半ばまでに、300人を超えるライター、編集者、およびプロフットボールを扱うコラムニストで構成されていた。 PFWAはまた、各NFLシーズンに基づいて、賞と栄誉の授与も行っている。

## 賞

### グッドガイ賞
PFWAグッドガイ賞は、2005年から毎年、「プロフットボールの記者たちが仕事をする上で、その素質とプロフェッショナルな姿勢が評価された」NFLの選手に贈られるものである。
| 年     | 受賞者                     | チーム                       |
| ------ | -------------------------- | ---------------------------- |
| 2005年 | ジェローム・ベティス       | ピッツバーグ・スティーラーズ |
| 2006年 | ティキ・バーバー           | ニューヨーク・ジャイアンツ   |
| 2007年 | ラダニアン・トムリンソン   | サンディエゴ・チャージャーズ |
| 2008年 | ブレット・ファーヴル       | グリーン ベイ パッカーズ     |
| 2009年 | カート・ワーナー           | アリゾナ・カージナルス       |
| 2010年 | ドリュー・ブリーズ         | ニューオーリンズ・セインツ   |
| 2011年 | アーロン・ロジャース       | グリーンベイ・パッカーズ     |
| 2012年 | ティム・ティーボウ         | デンバー・ブロンコス         |
| 2013年 | トニー・ゴンザレス         | アトランタ・ファルコンズ     |
| 2014年 | ラッセル・ウィルソン       | シアトル・シーホークス       |
| 2015年 | リチャード・シャーマン     | シアトル・シーホークス       |
| 2016年 | トーマス・デイビス         | カロライナ・パンサーズ       |
| 2017年 | ラリー・フィッツジェラルド | アリゾナ・カージナルス       |
| 2018年 | クリス・ロング             | フィラデルフィア・イーグルス |
| 2019年 | クリス・ロング             | フィラデルフィア・イーグルス |
| 2020年 | イーライ・マニング         | ニューヨーク・ジャイアンツ   |
| 2021年 | フィリップ・リバーズ       | インディアナポリス・コルツ   |
| 2022年 | キャメロン・ヘイワード     | ピッツバーグ・スティーラーズ |

### ジャック・ホリガン賞
1974 年以来、PFWAは、スポーツライターのジャック・ホリガンを記念して、「プロフットボールの記者たちが仕事をする上で、その素質とプロフェッショナルな姿勢が評価された」リーグまたはクラブの役員を称えるために、年次賞を授与している。直近の5人の受賞者は、トーマス・ディミトロフ（2012 年）、マイク・シニョーラ (フットボール コミュニケーション担当NFL副社長) (2013 年)、ピート・キャロル(2014 年)、ブルース・アリアンズ(2015 年)、ジョン・エルウェイ（2016年）。

## 歴代会長
- ジョージ・ストリックラー、シカゴ・トリビューン
- トニー アッチソン、ワシントン・スター
- ジョン・ステッドマン、ボルチモア・ニュース・アメリカン
- ウィリアム・ガスリー、ニューヘブン・ジャーナル
- ジョー・キング、ニューヨーク・ワールド・テレグラム
- ディック・コナー、デンバー・ポスト
- エドウィン・ポープ、マイアミ・ヘラルド
- ラリー・フェルサー、バッファロー・ニュース
- ポール・ジマーマン、スポーツ・イラストレイテッド
- ラリー・フォックス、ニューヨーク・デイリー・ニュース
- Bob Roesler、 タイムズ＝ピカユーン
- クーパー・ローロウ、シカゴ・トリビューン
- ヴィト・ステリーノ、ボルチモア・モーニング・サン
- Glenn Sheeley、 アトランタ・ジャーナル・コンスティチューション
- ドン・ピアソン、シカゴ・トリビューン
- アイラ・ミラー、サンフランシスコ・クロニクル
- ビック・カルッチ、バッファロー・ニュース
- Len Pasquarelli 、 アトランタ・ジャーナル・コンスティチューション
- スティーブ・シェーンフェルド、アリゾナ・リパブリック
- ジョン・クレイトン、タコマ・ニュース・トリビューン
- アダム・シェフター、デンバー・ポスト
- ジョン・マクレーン、ヒューストン・クロニクル
- デビッド・エルフィン、ワシントン・タイムズ
- Charian Williams、フォートワース スターテレグラム
- マーク・ゴーガン、バッファロー・ニュース
- D.Orlando Ledbetter、 アトランタ・ジャーナル・コンスティチューション
- ジェフ・レグウォルド、 ESPN
- リンゼイ・ジョーンズ、The Athletic

## 参照
- 全米野球記者協会
- プロバスケットボール記者協会
- 全米バスケットボールライター協会(大学)